# Орловський Антон Іванович
Анто́н Іва́нович Орло́вський (рос. Антон Иванович Орловский; * 31 липня (11 серпня) 1866, Кам'янець-Подільський — рік смерті невідомий) — російський письменник, драматург, автор статей із садівництва.
Був співробітником низки видань, серед яких «Киевлянин», «Куранты», «Винницкий Голос».
Псевдоніми: Беркут; Верін; Дятел; А. І. Ор—ський; А. І. О—ський, Sos.